# F.U.E.P.
F.U.E.P. (Fuck You EP) è il primo EP della cantante Lily Allen, pubblicato il 31 marzo 2009 esclusivamente negli Stati Uniti e in formato di download digitale. Include le canzoni Fuck You (il terzo singolo estratto dal secondo album dell'artista It's Not Me, It's You), Fag Hag, Kabul Shit (lati B del CD singolo di The Fear) e Womanizer (una cover della versione originale di Britney Spears).

## Tracce
1. Fuck You – 3:41 (Lily Allen, Greg Kurstin)
2. Fag Hag – 2:55 (Lily Allen, Greg Kurstin)
3. Kabul Shit – 3:45 (Lily Allen, Greg Kurstin)
4. Womanizer (versione acustica) – 3:33 (Nikesha Briscoe, Rafael Akinyemi)